# Apeadero de Rochoso
El Apeadero de Rochoso es una estación ferroviaria de la Línea de la Beira Alta, que sirve a la localidad de Rochoso, en el Distrito de Guarda, en Portugal.

## Historia
El tramo de la Línea de la Beira Alta entre las Estaciones de Pampilhosa y Vilar Formoso, donde este apeadero se encuentra, entró en servicio, de forma provisional, el 1 de julio de 1882; la línea fue totalmente inaugurada, entre Figueira da Foz y la frontera con España, el 3 de agosto del mismo año, por la Compañía de los Caminhos de Ferro Portugueses de la Beira Alta.
En 1933, la Compañía de la Beira Alta construyó un resguardo para pasajeros en este apeadero.